# Villaconejos de Trabaque
Villaconejos de Trabaque es un municipio y localidad española de la provincia de Cuenca, en la comunidad autónoma de Castilla-La Mancha. El término municipal cuenta con una población de 325 habitantes (INE 2024).

## Historia
El pueblo de Villaconejos de Trabaque se inició como tal en el siglo XVI, tras la división de Albalate Bombarrá en dos poblaciones independientes, Albalate de las Nogueras y Villaconejos de Trabaque, aunque en edades más antiguas ya estuvo poblado el actual asentamiento por una comunidad de la Edad del Hierro, probablemente el grupo étnico de los olcades, pobladores de esta parte de la celtiberia. Después estuvieron los romanos, los godos y los árabes. Existen en toda la zona múltiples vestigios del paso de estas civilizaciones, en parajes como: Los Villares, La Perejila y La fuente de los Baños, entre otros.
Hacia mediados del siglo XIX, el lugar tenía contabilizada una población de 774 habitantes. La localidad aparece descrita en el decimosexto volumen del Diccionario geográfico-estadístico-histórico de España y sus posesiones de Ultramar de Pascual Madoz de la siguiente manera:

VILLACONEJOS: v. con ayunt. en la prov. y dióc. de Cuenca (7 leg.), part. jud. de Priego (1), aud. terr. de Albacete (28) y c. g. de Castilla la Nueva (de Madrid 24): sit. hacia el NO de la prov. se halla dividido en tres barrios; el de E. corre al pie de un cerro que hay al O. hasta unirse con el centro de la pobl. el cual se presenta al S. y SE. desde cerca de la cumbre de un cerro hasta su falda, y al SE. el tercer barranco separado por una pradera por medio de la cual corre un arr. que en ella nace: el clima es benigno a pesar de hallarse combatido por el viento N. y se padecen por lo comun pleuresias y calenturas gástricas y pútridas. Consta de 180 casas distribuidas en 11 calles y una plaza: la escuela de primeras letras se halla concurrida por 30 niños y dotada con 750 rs. pagados del fondo de propios y una corta retribucion por parte de los alumnos. Tambien hay maestra de niñas á la que pagan 4 rs. mensuales cada discípula: fuera del pueblo hay un bonito paseo titulado de la Virgen con hermosos y corpulentos olmos negros, una preciosa alameda y una fila de nuevas y frondosas nogueras: para surtido del vecind. hay varias fuentes pero todas de agua salobre: la igl. parr. (San Juan Bautista) no tiene mérito alguno: se halla servida por un cura de segundo ascenso; al fin del referido paseo hay una bonita ermita (la Concepcion). El térm. confina por N. con el de Priego; E. Cañamares; S. Arranca cepas , y O. Cañaveras; la estension del térm. es una leg. de N. á S., y otra de E. á O.: en su jurisd. se halla el desp. de Villares á la izq. del camino que conduce á Priego y en el cerro de su nombre; cuando se labra aquel terreno se sacan esqueletos, vestijios de edificios y monedas antiquísimas; y lo mismo sucede en el desp. de Baños entre los confines de esta v. y los de Albalate de las Nogueras: el terreno es muy feraz y en especial la parte de Vega; le cruzan varios arr. y el r. Trabaque, cuyas aguas no se utilizan como debieran con gran perjuicio de la agricultura: de N. á S. corre un trozo de sierra de bastante elevacion y poblada de chaparros, sabinas, enebros y otros arbustos: al O. del pueblo se encuentra el monte ó encinas cuya estension es de 1/2 leg. y en el que se ven corpulentas encinas; todo el térm. abunda en yerbas medicinales y esquisitos pastos: los caminos son locales y en mal estado: la correspondencia se recibe de la cab. del part. los domingos, miércoles y viernes, y sale los mismos días. prod.: trigo, cebada, centeno y demas cereales, aceite para mas del consumo, mucho vino y de buena calidad, almortas, alubias, garbanzos, patatas y otras legumbres: tambien se coge mucha bellota algunos años: se cria ganado lanar y cabrío; caza de liebres, perdices y conejos y algunos corzos y pesca de truchas, anguilas y cangrejos: ind.: la agrícola 2 molinos harineros y otro de aceite: 6 alambiques para la estraccion de aguardiente, otros tantos lagares, 3 telares de paños y 30 de lienzos estameñas bayetas y fajas: comercio: una tienda de abaceria y la esportacion del sobrante de sus productos, é importacion de algunos artículos. pobl.: 192 vec., 774 alm. cap. prod.: 2.063,440 rs. imp.: 103,172: el presupueso municipal asciende á unos 4,000 y pico de rs., y se cubre con los fondos de propios.
(Madoz, 1850, p. 111)

Hasta la reforma de la nomenclatura municipal de 1916 el municipio se llamaba simplemente Villaconejos. En dicha fecha su nombre fue modificado por el de Villaconejos de Trabaque.

## Demografía
Villaconejos de Trabaque cuenta con una población de 325 habitantes (INE 2024).
| Gráfica de evolución demográfica de Villaconejos de Trabaque entre 1842 y 2021 |
| |
| Población de derecho según los censos de población del INE Población de hecho según los censos de población del INEEn estos censos se denominaba Villaconejos: 1842, 1857, 1860, 1877, 1887, 1897, 1900 y 1910 |

## Economía

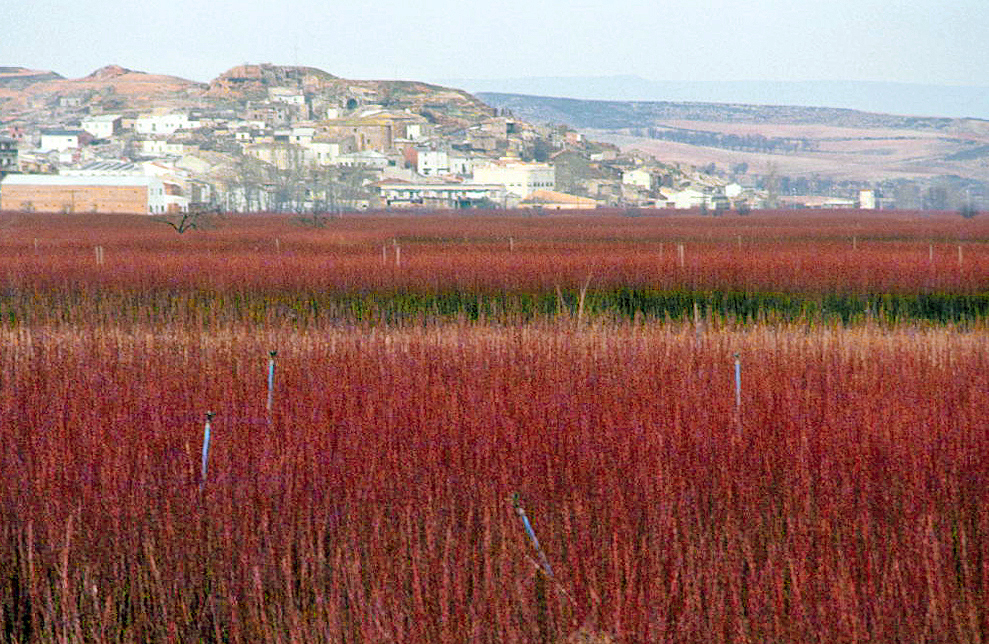
Vega con mimbreras durante la década de 1980

La base de la economía es la agricultura. Se cultiva cereales, sobre todo cebada. También fue importante el cultivo de mimbre. Unas pocas familias hoy en día se dedican también a la ganadería ovina.

## Fiestas locales
- 24 de junio: Natividad de San Juan Bautista
- 29 de agosto: Martirio de San Juan Bautista
- 8 de diciembre: Inmaculada Concepción

## Cuevas
El origen de las cuevas de Villaconejos de Trabaque se remonta al final del período visigodo. El conjunto de cuevas, de gran valor histórico y turístico, se encuentra situado en la zona de la vega en un cerro opuesto al casco urbano. El acceso a ellas se realiza a través de un arco de medio punto de altura variable y, en su interior, hay pequeñas habitaciones destinadas a la preparación y conservación de la bebida de Baco. Estas dependencias dan paso a distintas galerías excavadas en la tierra.
Durante la Edad Media, en la época de la invasión islámica, las cuevas fueron también utilizadas como bodegas. En el tránsito del siglo XV al XVI cuando surgió Villaconejos de Trabaque como pueblo, a raíz de la escisión del cercano núcleo de Albalate de Bombarrá en dos localidades: Albalate de las Nogueras y Villaconejos de Trabaque, los recién llegados al término del actual municipio se resguardaron en un principio en las cavidades de las rocas. Posteriormente, fueron edificando las primeras casas en la parte superior del pueblo, quedando las cuevas como bodegas. Actualmente, en el término municipal de Villaconejos de Trabaque se conservan 190 cuevas, destinadas a los fines de bodega. En la época de la vendimia es habitual ver a los habitantes de Villaconejos elaborando el vino de manera tradicional y, a lo largo de todo el año, estos enclaves son el punto de encuentro y de reunión de familiares y amigos que quieren disfrutar de un agradable almuerzo o cena en un lugar tan monumental y pintoresco como es el constituido por estas cuevas.